# Палладийиндий
Палладийиндий — бинарное неорганическое соединение, интерметаллид
палладия и индия
с формулой InPd,
кристаллы.

## Получение
- Сплавление стехиометрических количеств чистых веществ:

{\displaystyle {\mathsf {Pd+In\ {\xrightarrow {1285^{o}C}}\ InPd}}}

## Физические свойства
Палладийиндий образует кристаллы
кубической сингонии,
пространственная группа P m3m,
параметры ячейки a = 0,3246 нм, Z = 1,
структура типа хлорида цезия CsCl
.
Соединение конгруэнтно плавится при температуре 1285°C (1289°C)
и обладает широкой областью гомогенности.